# Сёка
Сёка (яп. 正嘉 сё:ка) — девиз правления (нэнго) японского императора Го-Фукакуса, использовавшийся с 1257 по 1259 год .
Согласно хронике «Хякурэнсё» (яп. 百錬抄 Зеркало, отполированное сотню раз), причиной объявления нового девиза правления стала эпидемия кори.

## Продолжительность
Начало и конец эры:
- 14-й день 3-й луны 2-го года Когэн (по юлианскому календарю — 31 марта 1257);
- 26-й день 3-й луны 3-го года Сёка (по юлианскому календарю — 20 апреля 1259).

## Происхождение
Название нэнго было заимствовано из 4-го цзюаня классического древнекитайского сочинения «Ивэнь лэйцзюй» (кит. 芸文類聚, пиньинь Yìwén Lèijù, буквально: «Классифицированное собрание произведений литературы и искусства»):「肇元正之嘉会」.

## События
- май, август и ноябрь 1257 года (1-й год Сёка) — землетрясения в Камакуре[5];
- август 1258 года (2-й год Сёка) — ураган общенационального масштаба по всей Японии уничтожает посевы; в Камакуре наводнения губят много людей[5];
- октябрь 1258 года (2-й год Сёка) — сильные дожди и наводнения в Камакуре[5];
- 1258 год (2-й год Сёка) — частый голод и моры (чума) по всей Японии[5];
- 1259 год (3-й год Сёка) — монах Нитирэн написал Сюго-кокка-рон (яп. 守護国家論, Рассуждение о защите страны)[5].

## Сравнительная таблица
Ниже представлена таблица соответствия японского традиционного и европейского летосчисления. В скобках к номеру года японской эры указано название соответствующего года из 60-летнего цикла китайской системы гань-чжи. Японские месяцы традиционно названы лунами.
| 1-й год Сёка (Огненная Змея)   | 1-я луна       | 2-я луна   | 3-я луна* | 3-я луна (високосная) | 4-я луна* | 5-я луна* | 6-я луна* | 7-я луна   | 8-я луна*   | 9-я луна   | 10-я луна               | 11-я луна* | 12-я луна      |
| ------------------------------ | -------------- | ---------- | --------- | --------------------- | --------- | --------- | --------- | ---------- | ----------- | ---------- | ----------------------- | ---------- | -------------- |
| Юлианский календарь            | 17 января 1257 | 16 февраля | 18 марта  | 16 апреля             | 16 мая    | 14 июня   | 13 июля   | 11 августа | 10 сентября | 9 октября  | 8 ноября                | 8 декабря  | 6 января 1258  |
| 2-й год Сёка (Земляная Лошадь) | 1-я луна       | 2-я луна   | 3-я луна* | 4-я луна              | 5-я луна* | 6-я луна* | 7-я луна* | 8-я луна   | 9-я луна*   | 10-я луна  | 11-я луна               | 12-я луна* |                |
| Юлианский календарь            | 5 февраля 1258 | 7 марта    | 6 апреля  | 5 мая                 | 4 июня    | 3 июля    | 1 августа | 30 августа | 29 сентября | 28 октября | 27 ноября               | 27 декабря |                |
| 3-й год Сёка (Земляная Коза)   | 1-я луна       | 2-я луна   | 3-я луна* | 4-я луна              | 5-я луна* | 6-я луна  | 7-я луна* | 8-я луна   | 9-я луна*   | 10-я луна* | 10-я луна* (високосная) | 11-я луна  | 12-я луна      |
| Юлианский календарь            | 25 января 1259 | 24 февраля | 26 марта  | 24 апреля             | 24 мая    | 22 июня   | 22 июля   | 20 августа | 19 сентября | 18 октября | 16 ноября               | 15 декабря | 14 января 1260 |

* звёздочкой отмечены короткие месяцы (луны) продолжительностью 29 дней. Остальные месяцы длятся 30 дней.